# Re dei ratti

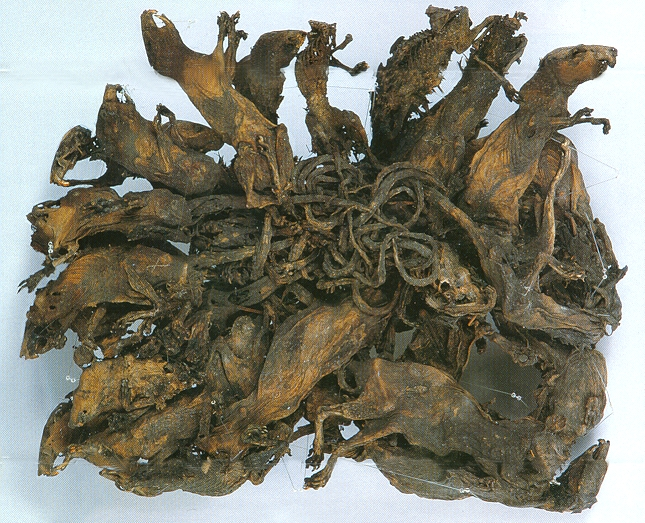
Re dei ratti di Buchheim (1828)

Il re dei ratti (Rattenkönig in tedesco, roi de rats in francese e king of rats in inglese) è un termine folkloristico per riferirsi a un insieme di roditori (generalmente ratti, ma più raramente può capitare anche fra i topi o tra gli scoiattoli) legati insieme dalla coda e ritrovati in questa posizione una volta deceduti o più raramente mentre ancora in vita.
Questo fenomeno è molto raro e si verifica quando le code vengono unite da materiale appiccicoso, come gomma o colla, oppure attraverso capelli, peli o altro materiale come feci, sangue o sporcizia. Il numero di animali che compone un re dei ratti può anche arrivare a 30 esemplari (il record è di 32 ratti, esemplare conservato al Museum Mauritanum di Altenburg, Turingia). Storicamente, il ritrovamento di un re dei ratti si associa a eventi negativi, come la diffusione della peste (probabilmente dall'osservazione che l'aumento del numero dei ratti si associava a una presenza maggiore della patologia).

## Etimologia

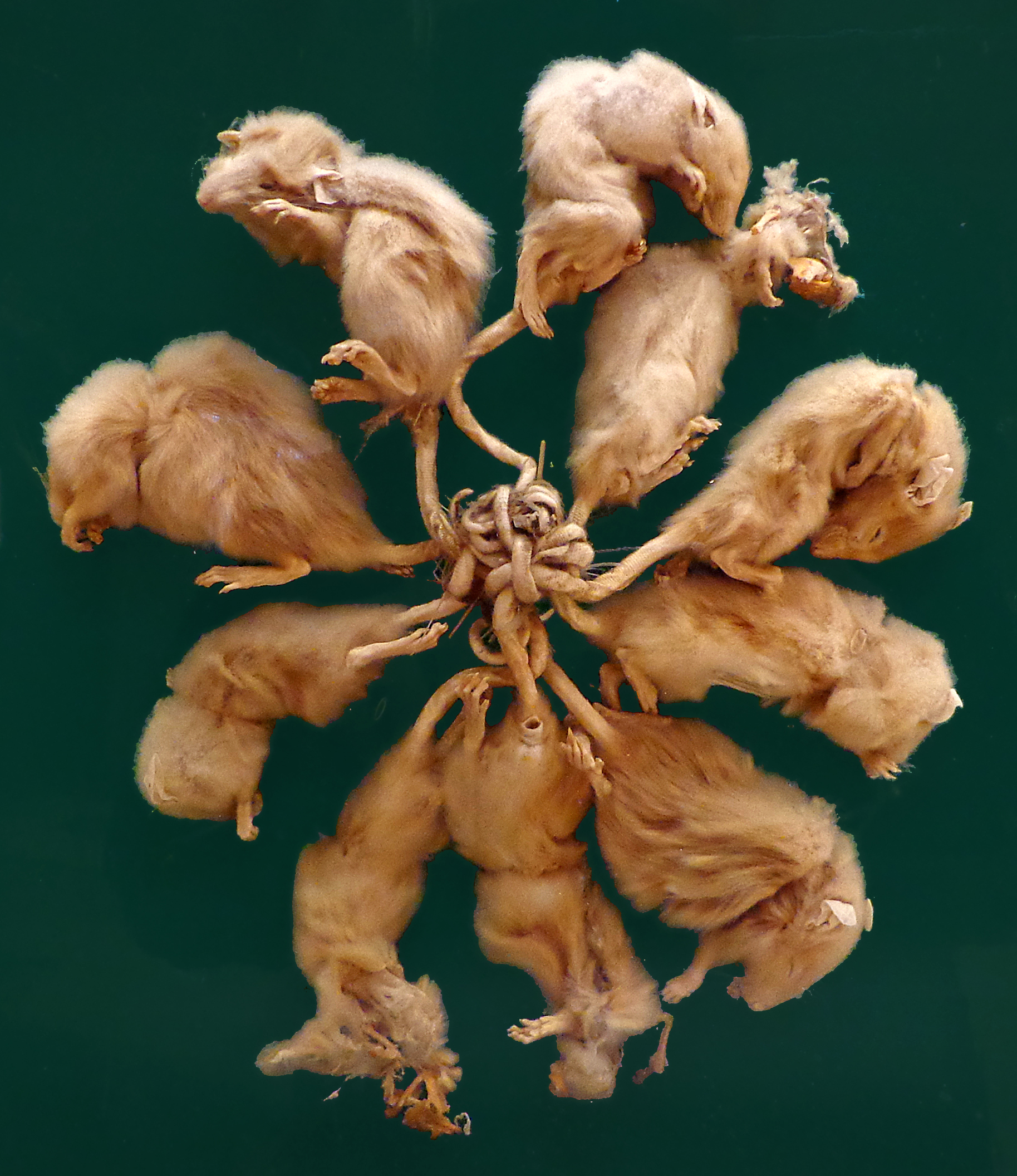
Re dei ratti proveniente da Dellfeld, Germania, ritrovato nel 1895 e conservato al Musée zoologique de la ville de Strasbourg, Francia

Il termine originale tedesco, Rattenkönig, è stato direttamente tradotto nell'inglese in rat king, e nell'italiano in "Re dei Ratti", mentre la dicitura francese di roi des rats potrebbe essere una evoluzione di rouet de rats (letteralmente "ruota di ratti"), che si riferisce invece alla forma a ruota che questi animali possono assumere quando legati dalla coda. Il termine nasce originariamente per riferirsi a un soggetto che vive sfruttando le risorse di altre persone. Ad esempio, Conrad Gessner nella sua Historiae animalium (1551–58) afferma: "Si potrebbe pensare che il ratto più anziano unisce i più giovani dai quali è nutrito: questo si chiama Re dei ratti". Martin Lutero paragonò il Papa a un re dei ratti. Il termine venne anche usato nel Medioevo per riferirsi al mito di un re-topo (con scettro, corona e mantello viola), seduto in un trono fatto di code di ratti intrecciate.

## Storia

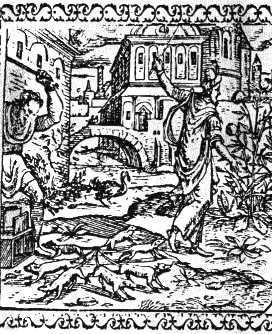
Re dei ratti rappresentati in un'illustrazione del 16º secolo

Il più antico ritrovamento di un re dei ratti è del 1564 e sin da allora il numero dei casi segnalati è stato molto basso (circa 50 casi al 2005, l'ultimo avvenuto in una fattoria estone, nella regione di Võrumaa). Il fenomeno potrebbe essere diminuito a causa della progressiva scomparsa del ratto comune (o ratto nero, Rattus rattus) in favore del più invasivo ratto grigio (o ratto marrone, R. norvegicus), avvenuta a partire dal XVIII secolo, il quale ha la coda più corta e quindi meno propensa a intrecciarsi. Questa osservazione deriva dal fatto che la maggior parte degli esemplari esistenti è costituita da ratti neri (il ratto nero presenta un corpo più piccolo e una coda più lunga del ratto grigio). Esemplari di re dei ratti sono ancora conservati in alcuni musei. Oltre al già citato esemplare di 32 ratti conservato al Museum Mauritanum, esistono esemplari conservati in alcool ancora in mostra ai musei di Amburgo, Gottinga, Hameln e Stoccarda (si parla della presenza di una "preparazione alcolica" dei re dei ratti nel museo di storia naturale di Stoccarda), a Tartu in Estonia e all'Otago Museum a Dunedin, Nuova Zelanda. Quest'ultimo esemplare è formato da ratti neri rimasti legati da crine di cavallo.
Un re dei ratti scoperto nel 1963 da un contadino di nome P. van Nijnatten a Rucphen, Paesi Bassi, consiste di 7 ratti. Osservazioni compiute con raggi-X da parte del criptozoologo M. Schneider dimostrano calli ossei localizzati in corrispondenza delle fratture vertebrali nelle code di questi animali, il che suggerisce che questi esemplari sono sopravvissuti per un certo periodo di tempo con le code attaccate.
Nel 1973, l'etologo olandese Martin Hart elencava oltre cinquanta casi conosciuti che avevano avuto per protagonisti prevalentemente dei ratti comuni (Rattus rattus), con l'eccezione di un caso avvenuto sull'isola indonesiana di Giava nel quale erano stati coinvolti dei ratti delle risaie (R. argentiventer).

## Formazione

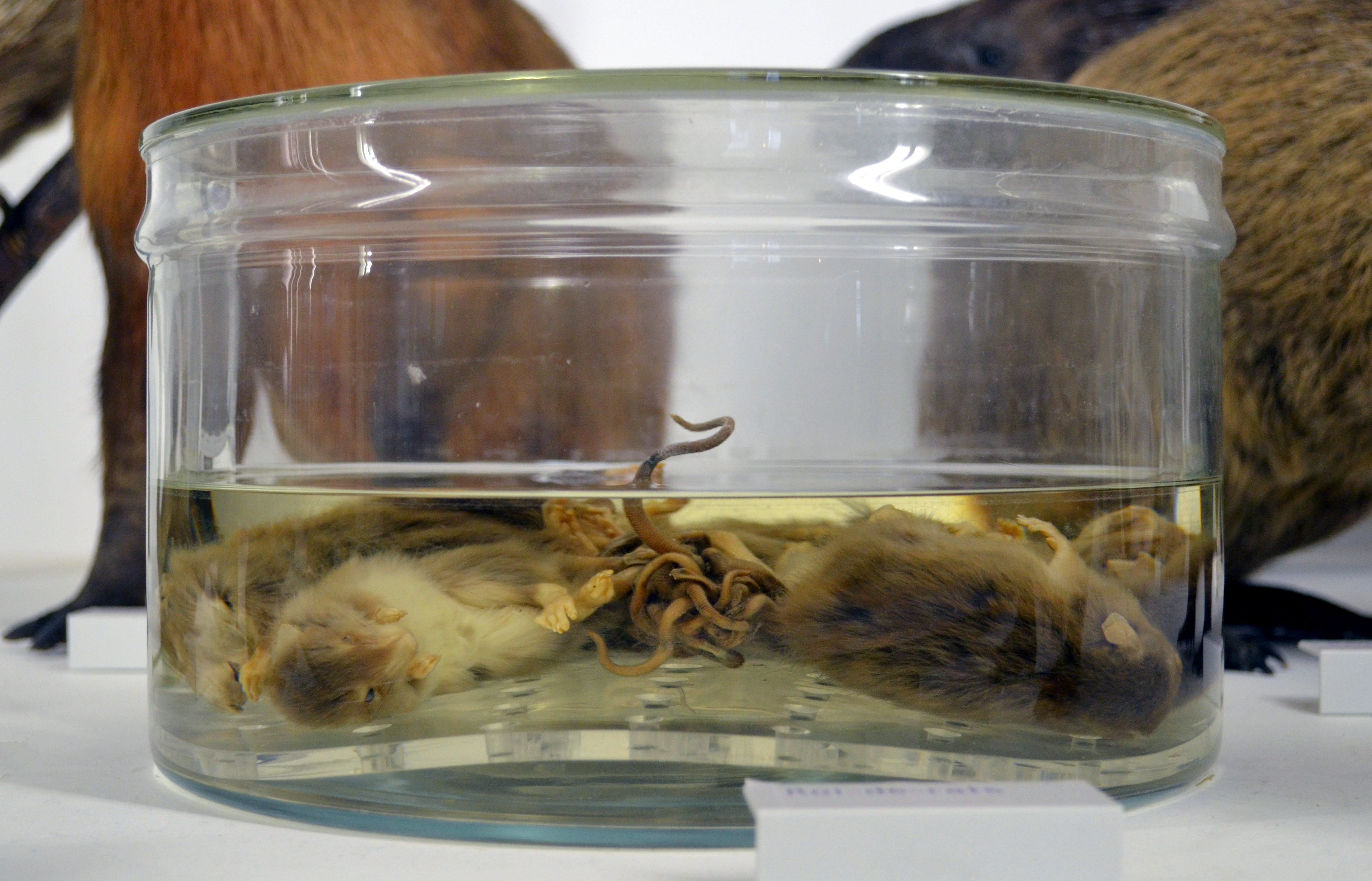
Re dei ratti trovato nel 1986 in Vandea e conservato al Museo di storia naturale di Nantes

Non si sa ancora come mai questi animali rimangano impigliati attraverso diversi materiali. Probabilmente il fenomeno si riscontra quando in colonie molto numerose di ratti, specie se in uno spazio angusto, si ritrovano materiali collosi o adesivi che fanno aderire le code dei ratti. Questi animali, nel tentativo di liberarsi, rimangono sempre più impigliati, peggiorando la situazione. Lo zoologo Andrei Miljutin, studiando il caso dell'esemplare conservato a Tartu, in Estonia, ha ipotizzato che uno dei meccanismi di formazione di un re dei ratti sia il congelamento di sabbia e terriccio attaccato alla coda di due animali i quali, correndo in direzioni diverse, creano un nodo dal quale sia impossibile districarsi. Ad avvalorare ulteriormente questa ipotesi sembra esserci il fatto che il re dei ratti si ritrova soltanto (con l'eccezione del caso avvenuto a Giava) in regioni fredde, dove il congelamento dei residui attaccati alla coda è più semplice.
L'ipotesi secondo cui questi ratti sono esemplari di gemelli siamesi è stata smentita dalla osservazione radiografica che dimostra materiale colloso interposto tra le code degli animali (un'immagine a raggi X mostra il "legame" tra i topi).
Esistono anche re dei ratti formati da altre specie animali. Nell'aprile del 1929, un gruppo di topolini selvatici (Apodemus sylvaticus) è stato riportato a Holstein, Germania. Nel giugno 2013, un "re degli scoiattoli" formato da sei scoiattoli vivi incollati da resina di pino è stato trovato a Regina, in Saskatchewan, dove è stato poi separato dai veterinari.

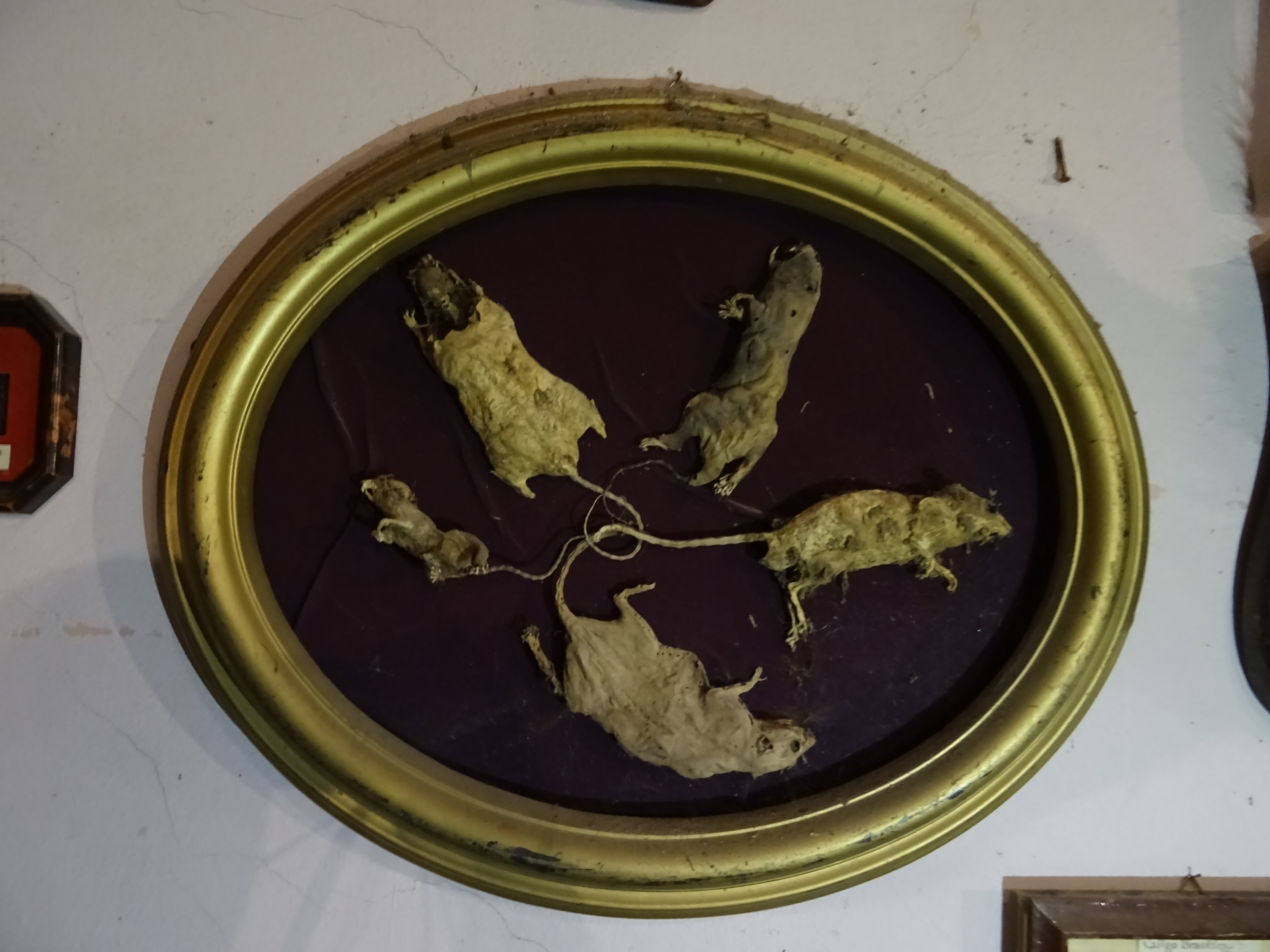
Re dei ratti conservato al Museo dell'Impossibile, Villa Webb, Bagni di Lucca.

Il fenomeno, a causa della sua bizzarria e rarità, ha portato alcuni a creare il mito di un animale criptide, ma non vi sono prove scientifiche a sufficienza per confermarne la pur rara occorrenza.